# نورمن براون (بازیکن فوتبال)
نورمن براون (انگلیسی: Norman Brown; ۳۰ ژانویهٔ ۱۸۸۵ – سپتامبر ۱۹۷۶ (age 91)) بازیکن فوتبال اهل بریتانیا بود.
از باشگاه‌هایی که در آن بازی کرده‌است می‌توان به باشگاه فوتبال لوتون تاون، باشگاه فوتبال ساوتند یونایتد، باشگاه فوتبال بلکپول، باشگاه فوتبال میلوال، باشگاه فوتبال برنتفورد، و باشگاه فوتبال ساندرلند اشاره کرد.